# Nature (rappeur)
Pour les articles homonymes, voir Nature (homonymie).
Nature, nom de scène de Jermain Baxter, né le 5 décembre 1972 dans le Queens (New York), est un rappeur américain.

## Biographie
Jermain Baxter grandit à Queensbridge dans le Queens, avec Nas, qui était dans son école,.  C'est d'ailleurs Nas qui introduit Nature au grand public en 1997, en tant que membre de son nouveau groupe commercial The Firm, avec comme autres membres AZ et Foxy Brown,. Nature a été choisi au dernier moment par le manager du groupe et de Nas, Steve Stoute, pour remplacer Cormega à la suite d'une dispute contractuelle. Le premier et seul album de The Firm, Nas, Foxy Brown, AZ, and Nature Present The Firm: The Album, est certifié disque de platine et classé au Billboard 200.
Il quitte le groupe en 1997, et, en 2000, il sort son premier album solo, For All Seasons, chez Columbia Records, dans lequel figure un featuring de son ami Nas,. L'album atteint le top 50 du Billboard 200. 
Deux ans plus tard, en 2002, il publie Wild Gremlinz sous un label indépendant, Sequence Records, qui atteint le top 150 du Billboard(( 200 et se classe à la neuvième place du Top Independent Albums. Son troisième album, Pain Killer est publié en 2008.

## Discographie
- 2000 : For All Seasons
- 2002 : Wild Gremlinz
- 2008 : Pain Killer